# Pedergnaga
Pedergnaga è una frazione del comune di San Paolo, in provincia di Brescia, e sua sede comunale. Fu comune autonomo fino al febbraio 1928, quando, dopo aver ricevuto nel novembre precedente i territori delle soppresse municipalità di Oriano, Cremezzano e Scarpizzolo, fu sostituito dal comune di Pedergnaga Oriano (dal 1964, San Paolo).

## Origini del nome
Mazza (1986) riporta due ipotesi sul nome della frazione: nella prima esso deriverebbe dal latino Petronius, mentre nella seconda la provenienza risalirebbe al nome di Petronace, il quale fu un monaco benedettino, di origine bresciana, vissuto nell'VIII secolo.

## Storia
Il territorio di Pedergnaga fu interessato dalla centuriazione romana che seguiva l'orientamento cremonese. Di epoca romana sono state rinvenute delle lapidi marmoree. Assieme a Oriano fece parte del pago farraticano.
In epoca medievale appartenne al feudo dei Martinengo che furono padroni del Castello sorto a difesa degli abitanti del luogo.
Risale al Quattrocento l'autonomia parrocchiale della chiesa pedergnaghese rispetto alla vicina Pieve di Oriano.
L'esistenza del comune è testimoniata dall'Estimo visconteo del 1385. In esso viene indicato come appartenente alla quadra di Quinzano.
Durante l'epoca veneta, ovvero a partire dal 1428, il comune si mantenne all'interno della stessa quadra. Secondo il Catastico Bresciano di Giovanni Da Lezze (1610) il paese era dotato di un mulino a due ruote e godeva di entrate pari a 200 ducati.
Secondo l'Elenco comuni Territorio di Brescia del 1679, esso costituiva un'unica entità con Trignano, mentre nella Descrizione generale del 1764, i due abitati erano enti distinti, appartenenti entrambi alla quadra di Pompiano.
In seguito all'occupazione dei territori bresciani da parte delle forze francesi (maggio 1796) e dell'istituzione della Repubblica Bresciana (marzo 1797), Pedergnaga fu inserito nel cantone delle Pianure con il decreto 1º maggio 1797. In tale veste si mantenne con l'incorporazione dell'effimera repubblica nel Dipartimento del Mella di quella Cisalpina (novembre 1797). L'anno seguente fu inserito nel distretto dello Strone (maggio 1798) e poi nel distretto delle Pianure (ottobre 1798).
Dopo la parentesi austro-russa (1799 - 1800), il comune ritornò alla Cisalpina; nell'ultima riorganizzazione amministrativa (maggio 1801) fu assegnato al distretto III di Verola Alghisi e in tale veste si mantenne con il passaggio alla napoleonica Repubblica Italiana.
Nel giugno 1805, con la riforma amministrativa del nuovo Regno d'Italia la municipalità fu soppressa e il territorio fu accorpato ad Oriano il quale cambiò nome in Oriano con Pedergnaga e Trignano.
Con l'assegnazione del territorio bresciano al Regno Lombardo-Veneto a seguito del Congresso di Vienna, Pedergnaga non ottenne immediatamente l'autonomia comunale: fu necessario attendere il decreto 26 aprile 1817 n. 10822-1881, che stabilì la disaggregazione da Oriano e la costituzione del municipio di Pedergnaga con Trignano. Il nuovo ente entrò a far parte del Distretto XII (dal 1853, XIV) di Orzinuovi della Provincia di Brescia.
A seguito della seconda guerra d'indipendenza italiana e il passaggio delle province lombarde al Regno di Sardegna (dal 1861, Regno d'Italia), Pedergnaga perdette la frazione di Trignano, che fu inserita nel comune di Scarpizzolo, e fu assegnato al mandamento III di Orzinuovi appartenente al circondario II clarense della nuova provincia di Brescia.
Nel novembre 1927, con Regio Decreto 17 novembre 1927, n. 2217, Pedergnaga ricevette i territori dei comuni di Cremezzano, Oriano, Scarpizzolo. Nel febbraio dell'anno seguente, cambiò nome in Pedergnaga Oriano (dal 1964, San Paolo).